# Anton Gindler
Anton Gindler (* 5. Mai 1897 in Perndorf, Niederösterreich; † 14. Februar 1967 ebenda) war ein österreichischer Landwirt und Politiker (ÖVP).

## Leben
Gindler besuchte die Volksschule in Schweiggers und übernahm 1924 die elterliche Landwirtschaft. Von 1924 bis 1938 und ab 1945 war Gindler Bürgermeister von Perndorf. Dem Nationalrat gehörte er von 1945 bis 1959 und von Juni 1962 bis Dezember 1962 an.

## Auszeichnungen
- 1957: Großes Ehrenzeichen für Verdienste um die Republik Österreich[1]
- Ökonomierat